# Homalomena korthalsii
Homalomena korthalsii är en kallaväxtart som beskrevs av Caetano Xavier Furtado. Homalomena korthalsii ingår i släktet Homalomena och familjen kallaväxter. Inga underarter finns listade.